# 巴尔热蒙
巴尔热蒙（法語：Bargemon，法語發音：[baʁʒəmɔ̃]）是法国普罗旺斯-阿尔卑斯-蓝色海岸大区瓦尔省的一个市镇，属于德拉吉尼昂区。

## 地理
巴尔热蒙（43°37'12"N, 6°33'1"E）面积35.14 平方千米，位于法国普罗旺斯-阿尔卑斯-蓝色海岸大区瓦尔省，该省份为法国东南部沿海省份，北起上普罗旺斯阿尔卑斯省，西北角与沃克吕兹省接壤，西接罗讷河口省，南濒地中海，东临滨海阿尔卑斯省。
与巴尔热蒙接壤的市镇（或旧市镇、城区）包括：阿尔蒂比河畔孔普斯、克拉维耶、卡拉斯、蒙费拉、塞扬。

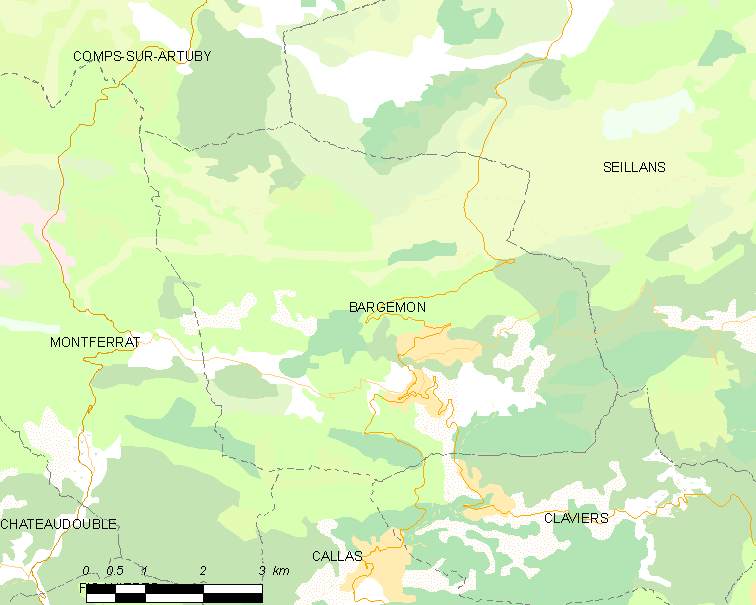
巴尔热蒙的OSM定位图

巴尔热蒙的时区为UTC+01:00、UTC+02:00（夏令时）。

## 行政
巴尔热蒙的邮政编码为83830，INSEE市镇编码为83011。

## 政治
巴尔热蒙所属的省级选区为弗拉约斯克县。

## 人口

1962-2008年间巴尔热蒙人口变化图示

巴尔热蒙于2022年1月1日时的人口数量为1434人。